# Stephanococcus
Stephanococcus là một chi thực vật có hoa trong họ Thiến thảo (Rubiaceae).

## Loài
Chi Stephanococcus gồm các loài: